# Zahme Sau
Zahme Sau (em português: Javali Manso) foi uma táctica, desenvolvida a partir da Wilde Sau, levada a cabo por interceptores da Luftwaffe durante a Segunda Guerra Mundial. Foi concebida e introduzida em 1943 por Viktor von Loßberg. Quando era soado o alarme de um raid eminente, os caças eram recolhidos e enviados juntos para orbitar uma posição aérea definida pelo radar como sendo um ponto critico. Uma vez estando os caças na área e em constante ligação com o radar em terra, era a missão dos caças continuar a transmitir informações sobre a posição dos bombardeiros inimigos e, enquanto tivessem munições e combustível, fazer os possíveis para os abater.